# 2002 na Coreia do Sul
Esta é uma cronologia dos principais fatos ocorridos no ano de 2002 na Coreia do Sul.

## Incumbentes
- Presidente – Kim Dae-jung (1998–2003)
- Primeiro-ministro
  - Lee Han-dong (2000 – 11 de julho de 2002)
  - Chang Sang, interino (11 de julho de 2002 – 31 de julho de 2002)
  - Chang Dae-whan, interino (9 de agosto de 2002 – 10 de setembro de 2002)
  - Kim Suk-soo (10 de setembro de 2002 – 2003)

## Eventos
- 15 de abril – Voo Air China 129: Um Boeing 767-200 da Air China se choca contra uma colina durante forte chuva e neblina perto de Busan, matando 129 pessoas.
- 13 de junho – Acidente rodoviário de Yangju: Um veículo blindado lançador de ponte do Exército dos Estados Unidos, ao retornar para a base de Uijeongbu após manobras de treinamento no campo, atingiu e matou duas estudantes sul-coreanas de 14 anos de idade. Os soldados americanos envolvidos não foram considerados culpados de homicídio por negligência na corte marcial, inflamando ainda mais o sentimento anti-americano na Coreia do Sul.
- 29 de junho – Segunda Batalha de Yeonpyeong: As Coreias entram em conflito sobre a disputa das fronteiras marítimas próximo à ilha de Yeonpyeong no Mar Amarelo.
- 19 de dezembro– É realizada a eleição presidencial. Roh Moo-hyun é eleito presidente.

## Esportes
- 31 de maio a 30 de junho – Coreia do Sul e Japão sediam a Copa do Mundo FIFA de 2002. Brasil conquista o pentacampeonato.